# Coming Forth by Day
Coming Forth by Day è un album in studio della cantante statunitense Cassandra Wilson, pubblicato nel 2015.

## Il disco
Il disco contiene undici cover di altrettanti jazz standard che omaggiano l'artista Billie Holiday, in occasione del centesimo anniversario dalla nascita. Esso include anche un brano originale dal titolo Last Song (For Lester).

## Tracce
1. Don't Explain – 4:35 (Arthur Herzog Jr., Billie Holiday)
2. Billie's Blues – 5:08 (Billie Holiday)
3. Crazy He Calls Me – 6:19 (Carl Sigman, Sidney Keith Russell)
4. You Go to My Head – 4:10 (Haven Gillespie, J. Fred Coots)
5. All of Me – 4:07 (Gerald Marks, Seymour Simons)
6. The Way You Look Tonight – 3:51 (Dorothy Fields, Jerome Kern)
7. Good Morning Heartache – 4:57 (Dan Fisher, Ervin Drake, Irene Higginbotham)
8. What a Little Moonlight Can Do – 4:10 (Harry M. Woods)
9. These Foolish Things – 4:14 (Eric Maschwitz, Jack Strachey)
10. Strange Fruit – 4:55 (Lewis Allan)
11. I'll Be Seeing You – 6:10 (Irving Kahal, Sammy Fain)
12. Last Song (For Lester) – 5:51 (Cassandra Wilson, Jon Cowherd, Kevin Breit, Martyn Casey, Robby Marshall, Thomas Wydler)